# Państwowe Muzeum Sztuki w Kopenhadze
Państwowe Muzeum Sztuki w Kopenhadze – muzeum sztuki w Kopenhadze, w Danii.
Muzeum prowadzi pełna działalność muzealną; prócz gromadzenia dzieł zajmuje się konserwacją i restauracją dzieł, prowadzi badania nad sztuką z okresu od XIV wieku do XXI wieku, głównie ze sztuki europejskiej.

## Historia
Muzeum zostało zaprojektowane przez Vilhelma Dahlerupa i GEW Møllera i zbudowane w latach 1889-1896 w stylu włoskiego renesansu. W 1998 roku muzeum zostało powiększone o nowy budynek wybudowany obok w parku. Oba obiekty zostały połączone wspólnym korytarzem.
Zbiory muzeum pochodzą ze zbiorów duńskich monarchów. Pomysłodawcą dla zbiorów był Gerhard Morell, niemiecki opiekun Art Chamber Fryderyka V, który zaproponował królowi stworzenie osobnej galerii obrazów. Król przychylił się do pomysłu i dokonał licznych zakupów dzieł włoskich, niemieckich i niderlandzkich mistrzów. Kolekcja posiadała bardzo wiele dzieł malarzy niderlandzkich i flamandzkich. W kolejnych latach kolekcja powiększała się, ale i sprzedała lub podarowała wiele dzieł. W XIX wieku posiadała niemal wyłącznie prace duńskich artystów z tzw. duńskiego złotego okresu. W XX wieku kolekcja dzięki pożyczkom długoterminowym i darowiznom, m.in. od Johannesa Rumpa, który posiadał zbiory modernistycznych artystów francuskich.

## Kolekcja
Zbiory muzeum obejmują prawie 9000 obrazów i rzeźb, około 300 tys. dzieł sztuki na papierze, oraz ponad 2600 gipsowych odlewów figur z okresu od starożytności do renesansu. Większa część starszych zbiorów muzeum pochodzi z kolekcji królów duńskich.

### Obrazy z kolekcji królewskiej
Najstarsze dzieła malarskie pochodzą z XII wieku. W muzeum można podziwiać prace m.in. Mantegny, Tycjana, Tintoretto, Parmigianina, Breugela, Rubensa, Jordaensa, Halsa, Bloemaerta, Gysbrechtsa i Rembrandta. Z malarzy XX wieku za uwagę zasługują prace Picasso, Braque, Légera, Matissa, Modiglianiego i Emila Nolde.

### Grafiki i rysunki
Kolekcja grafik i rysunków liczy ok. 300 tys.: kopie grafik, rysunki, ryciny, akwarele, litografie i inne rodzaje sztuki na papierze, pochodzące z okresu od XV do XX wieku. Do najcenniejszych grafik należą grafiki autorstwa Albrechta Dürera, który w 1521 roku wspominał w swoim dzienniku o podarowaniu swoich prac królowi duńskiemu. W 1843 roku biblioteka, prywatna własność króla, została udostępniona publiczności. Gdy w 1896 roku ukończona została budowa Statens Museum for Kunst, królewska kolekcja obrazów i grafik została przeniesiona do nowego budynku. W kolekcji znajdują się najbogatsze zbiory literatury duńskiej poczynając od XVII wieku.

## Galeria

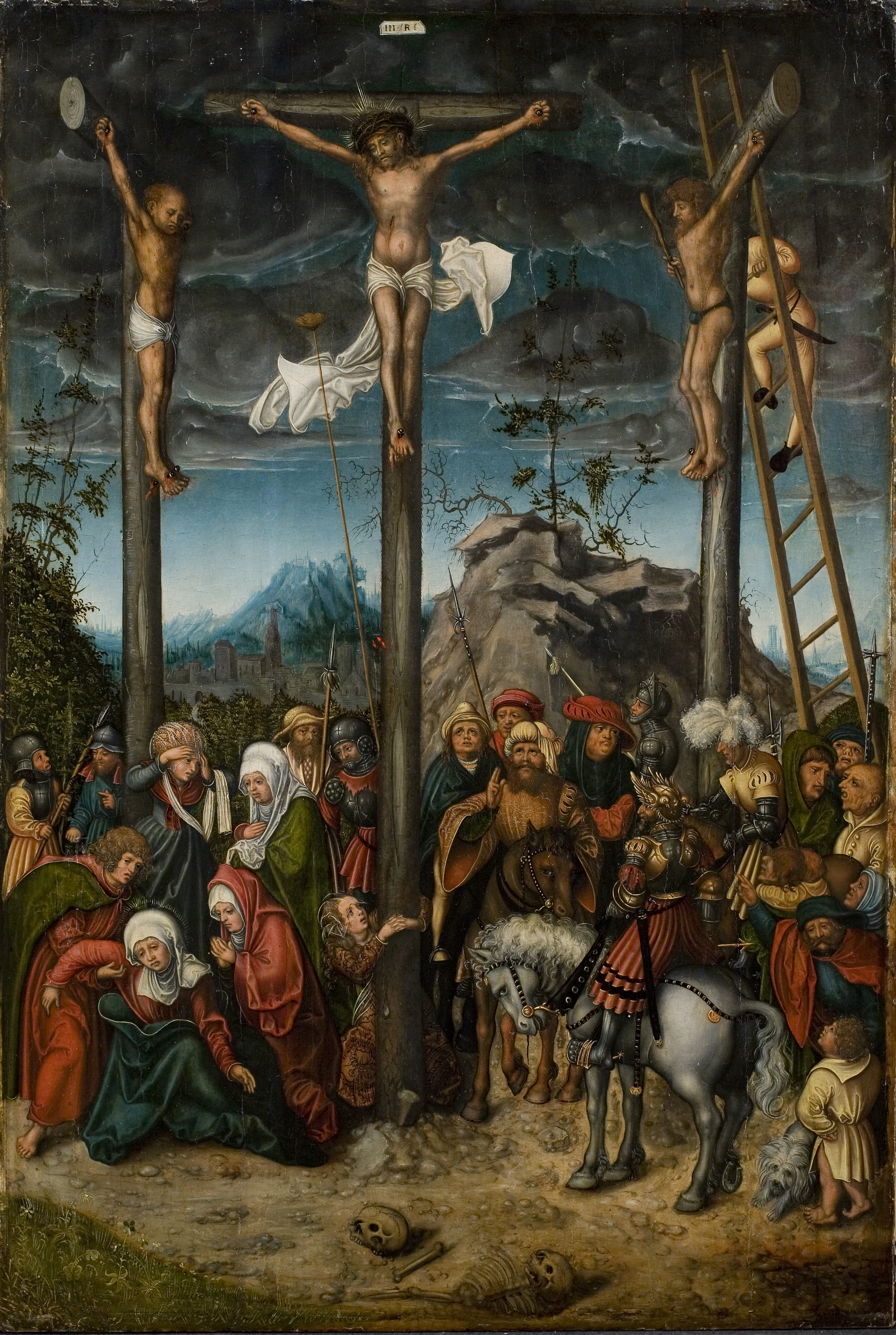
Lucas Cranach Starszy (1472 – 1553), data nieznana, Ukrzyżowanie
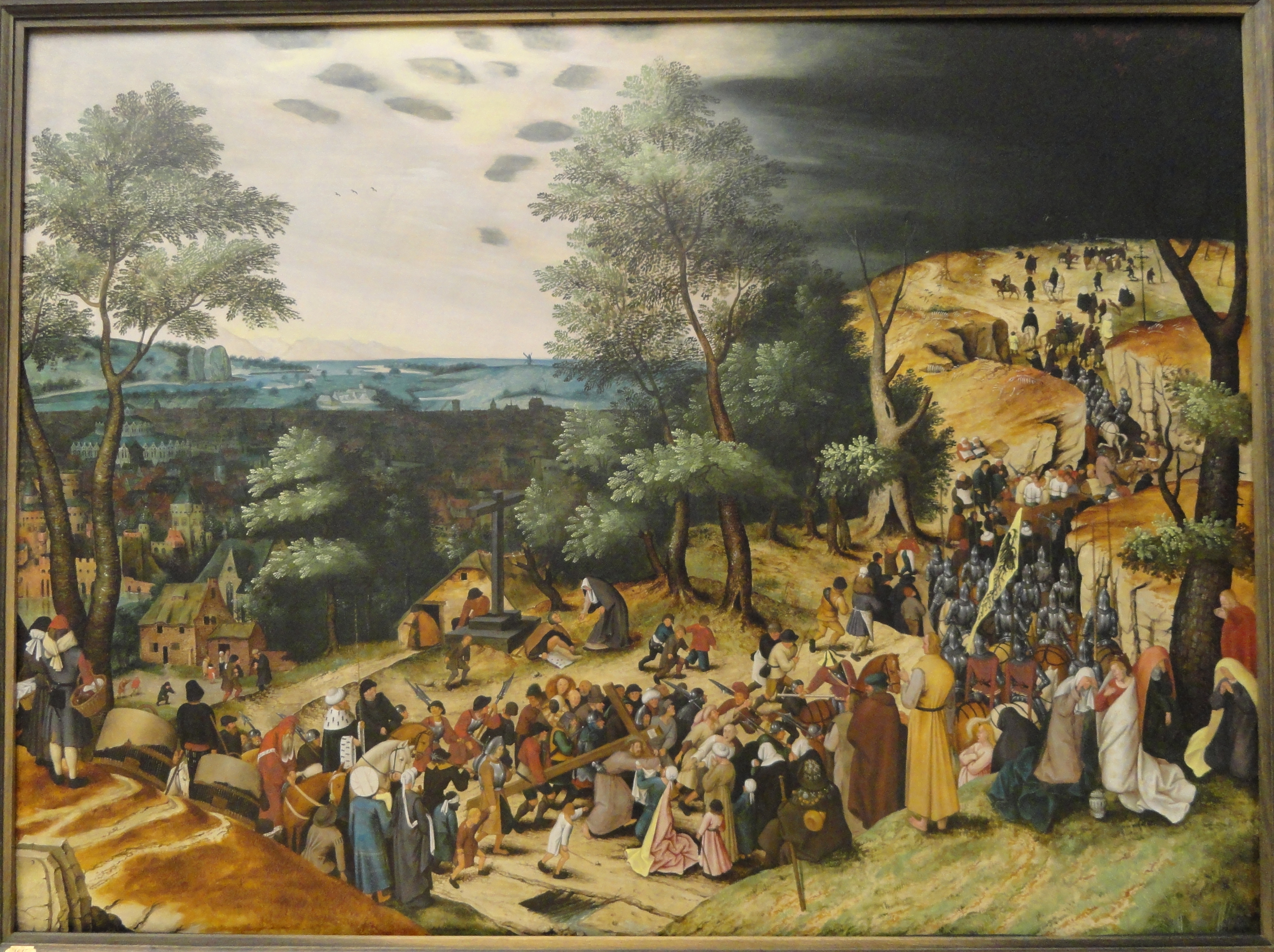
Peter Brueghel, Droga na Kalwarię
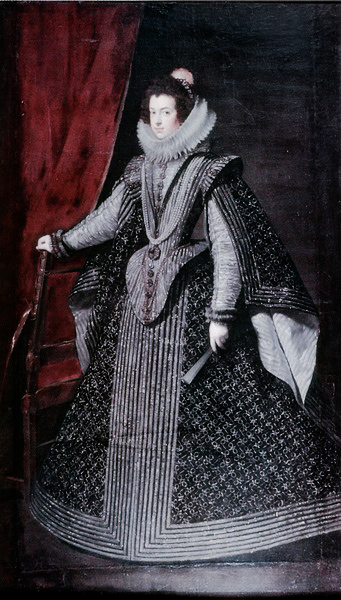
Diego Velázquez, ok. 1630, Isabel de Borbón
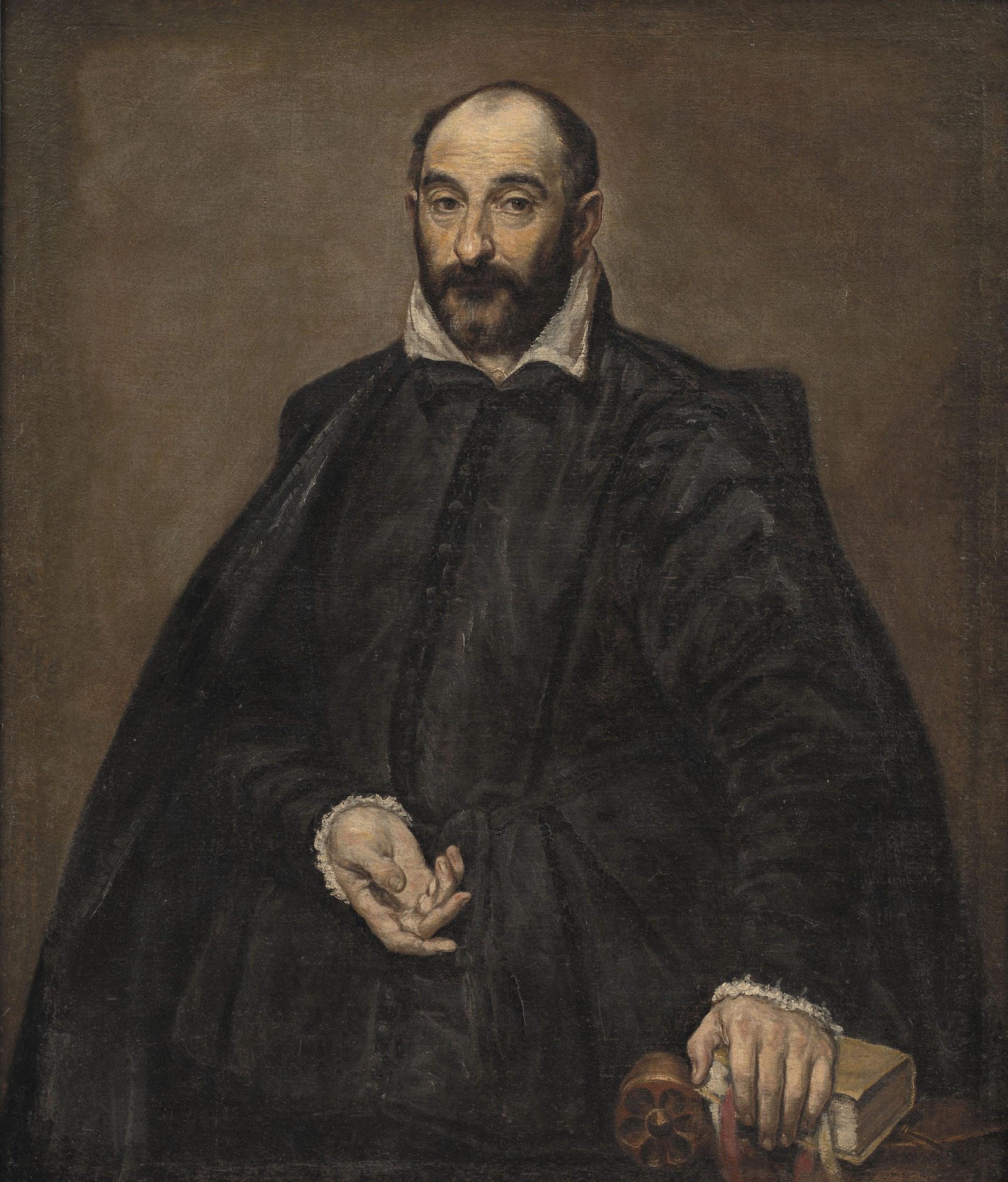
El Greco, 1575, Portret mężczyzny